# Walcha (New South Wales)

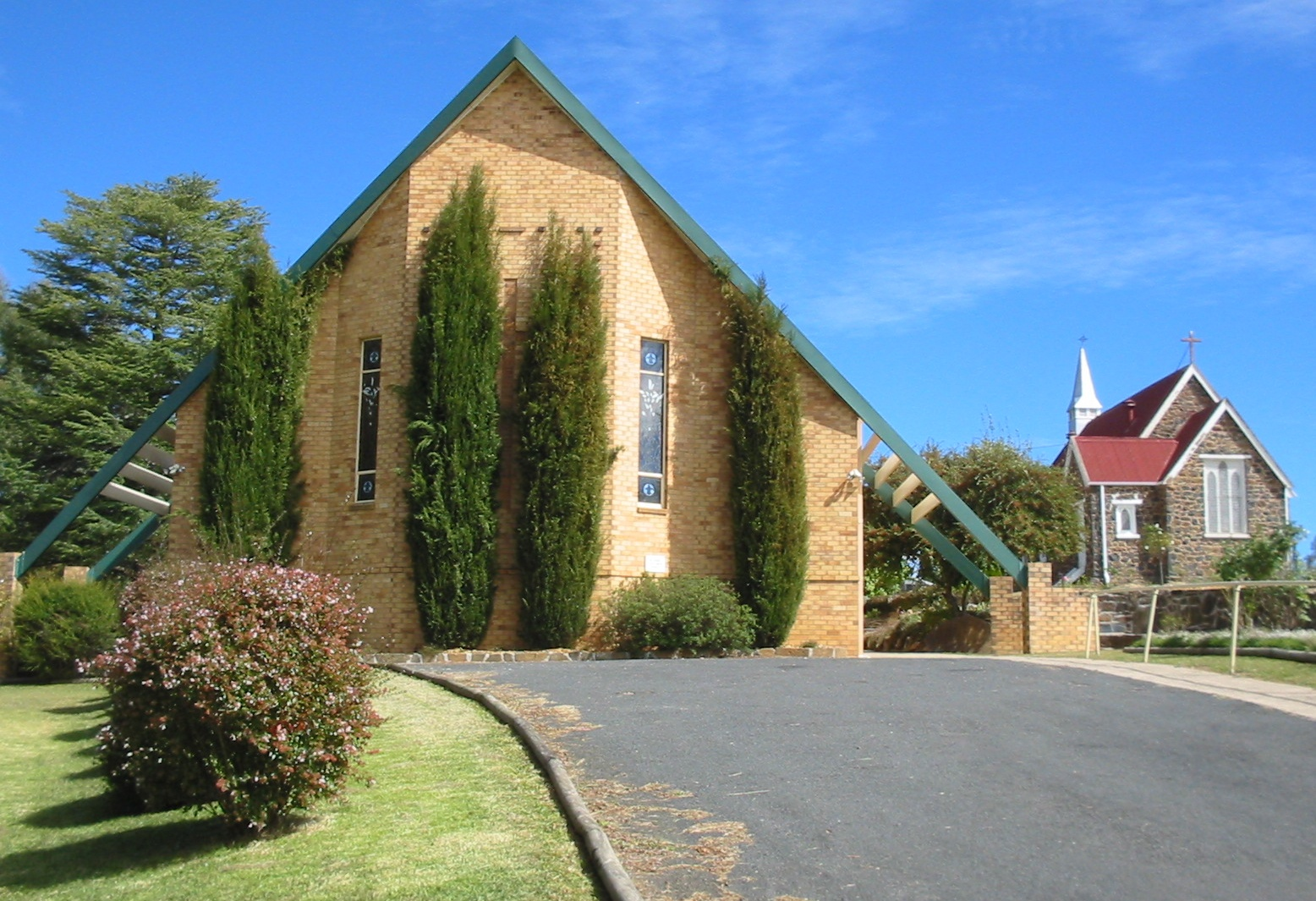
Neue und alte anglikanische Kirchen in Walcha

Walcha (sprich: „Wolka“) ist eine Stadt im Nordosten des australischen Bundesstaates New South Wales. Sie liegt am Ostrand des Nördlichen Tafellandes von New England, 425 km nördlich von Sydney und ca. 50 km südlich von Armidale. Die Stadt ist das Verwaltungszentrum der Local Government Area Walcha Shire und bei der Volkszählung 2021 wurden 1.369 Einwohner festgestellt.
Der Apsley River durchfließt die Stadt und stürzt dann über die Apsley Falls, bevor er in den Macleay River mündet. Früher überflutete der Fluss die Stadt häufiger, aber dann wurden die Uferbefestigungen erhöht.

## Geschichte
Vor der europäischen Besiedlung bewohnten vermutlich die Aboriginesstämme der Ngayaywana und der Dyangadi die Gegend. 1818 war John Oxley der erste Weiße, der die Gegend und die Wasserfälle erforschte, die später Apsley Falls genannt wurden.
Hamilton Collins Sempill war der erste Siedler in New England, als er 1832 das Weidegebiet Wolka übernahm. Er baute einige Steinhütten auf dem Terrain, wo heute Langford liegt. Weitere früh besiedelte Weidegebiete in Umgebung waren Bergen-op-Zoom (1834), Ohio (1836), Europambela (ca. 1836), Surveyor's Creek (1836), Emu Creek (ca. 1837), Ingalba (1837), Oorundumby (1837), Tiara (1837) und Winterbourne (1837). Eine schwere Wirtschaftskrise 1841–1843 und niedrige Wollpreise machten diesen frühen Siedler n das Leben schwer. 1848 werden die Weidegründe in Walcha mit 260 km² angegeben und waren an David Lenarch verpachtet. Im Jahre 1854 wurde Walcha an Rundle and Dangar verkauft, die das Pfandgut für Jamison and Connal hielten. Später kaufte John Fletcher Walcha und zog von Branga Plains nach Oorundumby um. Nach dem Verkauf 1905 wurde Oorundumby 1947 für die Ansiedlung ehemaliger Soldaten freigegeben und in 22 Parzellen unterteilt.
1842 begann man mit dem Bau einer „Wollstraße“ nach Port Macquarie (dem Oxley Highway), um Wolle von New England an die Küste zu transportieren. Das erste Postamt in Walcha wurde am 1. Juli 1850 eröffnet. Die Post kam von Macdonald River (heute Bendemeer). 1852 wurde Walcha als Dorf ausgewiesen und Grundstücke verkauft. In den folgenden Jahren wurden weitere Grundstücke zum Verkauf angeboten. Damals gab es einen Schmied, einen Gemischtwarenladen und eine Mühle in Walcha. Eine römisch-katholische Kirche entstand 1854, eine Polizeistation und die erste presbyterianische Kirche 1857 und die Walcha National School 1859.
1861 wurden 355 Einwohner gezählt und 1862 wurde die anglikanische Kirche aus Steinen einer abgebrochenen Siedlung, Villa Walcha, errichtet. Diese Siedlung war in den 1840er-Jahren auf dem Wolka-Weidegründen gebaut worden. Die alte Kirche besitzt schön bemalte Glasfenster, die einige Pioniere der Stadt zeigen.
In den 1860er-Jahren fiel die Bevölkerungszahl zunächst, aber dann stieg sie aus zwei Gründen wieder: Erstens waren ab etwa 1870 Holzfäller, die nach Roten Zedern suchten, in den Regenwäldern der Gegend aktiv und zweitens fand man in den 1870er-Jahren Gold in der Nähe von Walcha, in Glen Morrison, Tia, The Cells River und Nowendoc. Antimon, Kupfer, Graphit, Mangan, Silber und Schiefer von hoher Qualität wurden ebenfalls in diesem Gebiet abgebaut.
Am 5. April 1878 erhielt Walcha die Stadtrechte. Die Siedlung wurde vermessen, ihre Grenzen festgelegt und ein Gerichtsgebäude errichtet. 1882 wurde eine Eisenbahnverbindung von Walcha Road nach Sydney und Uralla eröffnet. 1889 wurde Walcha zur selbstverwalteten Stadt. Am 19. März 1890 wurde die Walcha Pastoral & Agricultural Association gegründet. Die jährliche Ausstellung zeigt Vieh, landwirtschaftliche Produkte, Gemüse, Blumen, Wolle und kunsthandwerkliche Produkte. Das Walcha Cottage Hospital wurde 1890 gegründet und lag am südlichen Hügel in der South Street. Das Shire of Apsley wurde am 7. März 1906 proklamiert. Es war in die Countys Vernon, Hawes und Inglis aufgeteilt und umfasste etwa 60 Gemeinden. Seine Fläche betrug 6.497,6 km². Das Shire of Walcha entstand durch die Verschmelzung der Stadt mit dem Shire of Apsley am 1. Juni 1955.
Geschichte wurde 1950 in Walcha geschrieben, als eine De Havilland Tiger Moth als erstes Flugzeug in Australien Calciumhydrogenphosphat aus der Luft auf die Felder verteilte. Das „Superphosphat“ wurde auf Mirani abgeworfen und andere Bauern folgten bald dem Beispiel, um die Fruchtbarkeit ihrer Weidegründe zu erhöhen und so mehr Vieh halten zu können.
1992 wurde das Walcha Telecottage eingerichtet und wurde zum ersten Telezentrum Australiens. Das Telecottage ist eine gemeinnützige Einrichtung mit der neuesten Informationstechnologie, das die Verbindungen zwischen den örtlichen Gemeinden fördern und so Arbeitsplätze schaffen soll. Dieses Telecottage bietet nicht nur fundamentale Unterstützung, wie Berufstraining, Fernerziehung, Sekretariatsservice und Datenanalyse, sondern auch Zugang zum Internet für Privatleute und kleine Unternehmen. Das Telecottage in Walcha gibt wöchentlich einen Newsletter, den Apsley Advocate, heraus, der kostenlos an über 1600 Geschäfte und Privatleute verteilt wird.
Im Jahr 2008 wurde laut einem Bericht von Australian Property Monitors in Walcha der höchste Wertzuwachs von Grundstücken (35 % in 12 Monaten) festgestellt.

## Klima
Die Temperaturen in der klaren Bergluft schwanken zwischen – 2,0 °C und + 11,9 °C im Winter (Juli) und zwischen 11,8 °C und 25,3 °C im Sommer (Januar). Die jährliche Regenmenge beträgt durchschnittlich 808 mm und Schneefall ist nicht unüblich.

## Flora
Einige einheimische Baumarten in und um Walcha sind Akazien, „Manna Gum“ (Eucalyptus huberiana), „Yellow Box“ (Eucalyptus melliodora), schamlbättriger „Black Peppermint“ (Eucalyptus nicholii), „New England Peppermint“ (Eucalyptus nova anglica), Rutenförmiger Eukalyptus (Eucalyptus viminalis), „Einheimische Kirsche“ (Exocarpos cupressiformis) und „Dogwood“ (Jacksonia scoparia).
Einige der seltenen und gefährdeten Pflanzen in der Gegend sind die Vogelorchidee (Chiloglottis anaticeps), der „Hilgrove Spotted Gum“ (Eucalyptus michaeliana) und die Bergwachsblume (Philoteca myoporoides), die in den Nationalparks wächst.

## Fauna
Östliche graue Riesenkängurus, Wallabys, Possums, Ameisenigel, schwarze und braune Schlangen, Blauzungenskinks und Jacky-Drachen (Amphibolurus muricatus) kann man rund um die Stadt beobachten. Folgende Vogelarten kommen in der Gegend vor: Elstern, Jägerliesten, Pluvialis, Brautenten, Löffler, Rosakakadus, Currawongs, Pennantsittiche und Kakadus.

## Demografie
Die Bevölkerung von Walcha ist vorwiegend christlichen Glaubens (72,7 %) und in Australien geboren (84,0 %). Das mittlere Alter von 55 Jahren liegt deutlich höher als der australische Durchschnitt mit 38 Jahren. Etwas mehr als ein Drittel (37,0 %) der Einwohner von Walcha sind über 65 Jahre alt.

## Wirtschaft

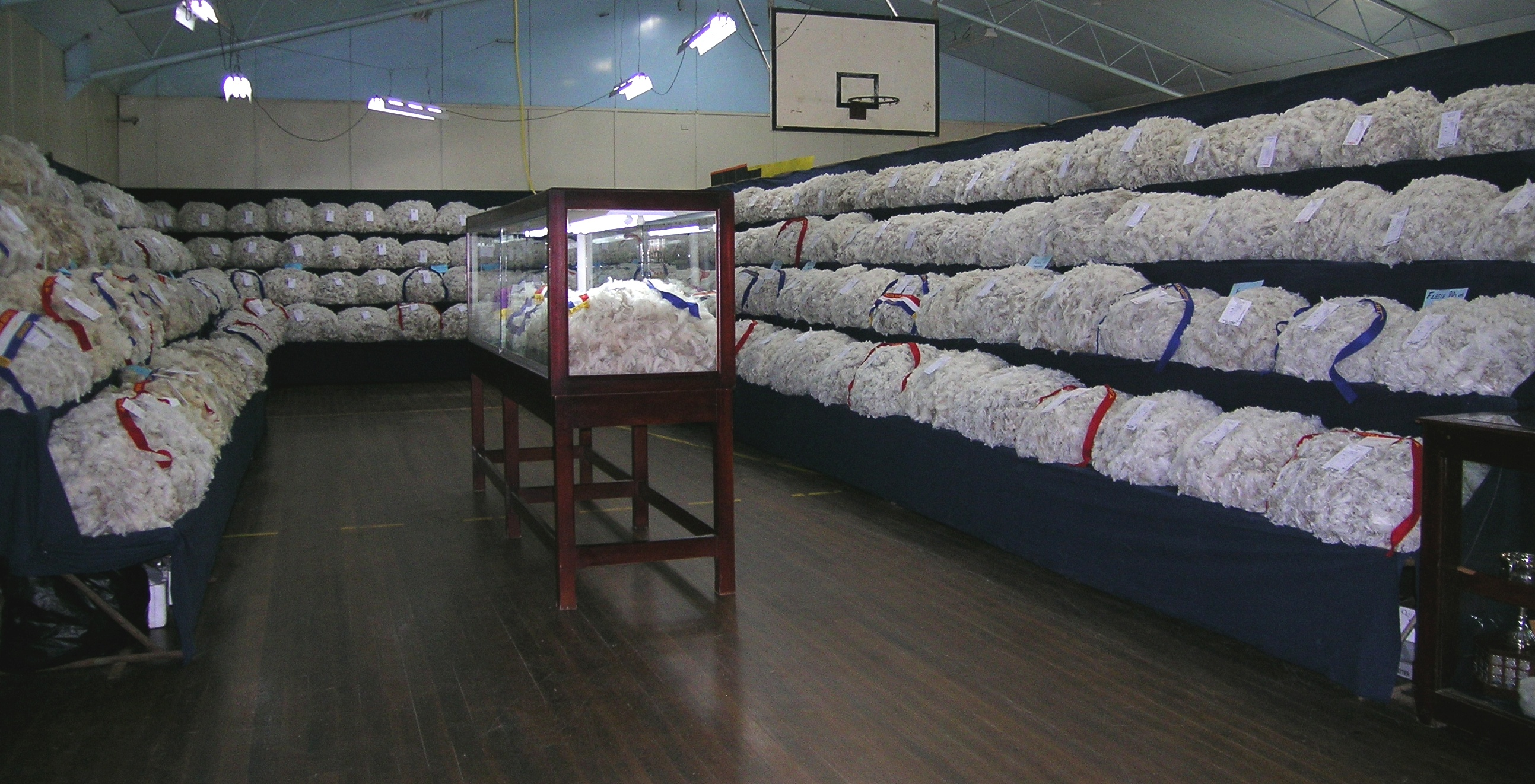
Wollabteilung der Walcha Show

Walcha gilt als „Pasture Wonderland“ (dt.: Weidewunderland). Die vorherrschenden Wirtschaftszweige sind die Viehzucht zusammen mit der wachsenden Holzindustrie. Im Verwaltungsbezirk gibt es etwa 937.000 Schafe, meistens Merinos, und etwa 85.500 Rinder. Das Vieh aus Walcha gilt als eines der besten im Lande und die dort produzierte Feinwolle wurde als eine der besten der Welt ausgezeichnet. Eine große, moderne Milchverarbeitungsanlage, die 5 Mio. Liter Milch pro Jahr ausstoßen soll, wurde südlich der Stadt gebaut.
Einige gute Vollblutrennpferde stammen ebenfalls aus der Gegend, wie z. B. Blue Spec, der den Melbourne Cup in Rekordzeit gewonnen hat, Kennaquhair, der den Sydney Cup in Rekordzeit gewann und ebenfalls den AJC Metropolitan Handicap, Eric and Tar Girl etc.
Weiterhin gibt es verschieden große Fuhrunternehmen, ein Kommunikationsunternehmen und ein Ingenieurbüro in der Stadt. Auch eine Reihe von Einzelhandelsgeschäften findet man dort.

## Verkehr
Der Oxley Highway (Australian Route 34) durchzieht die Stadt und kreuzt dort die Touristenstraße Thunderbolts Way.
Die Main Northern Railway Line (Verbindung Sydney-Brisbane) verläuft ca. 20 km westlich der Stadt durch ein Dorf namens Walcha Road. Dort hält einmal täglich je Richtung der CountryLink Xplorer von Sydney nach Armidale. Die Eisenbahn wurde nicht direkt durch Walcha gebaut, weil die Strecke an der Westabdachung der Great Dividing Range sonst zu steil geworden wäre. Walcha Road war der der Stadt nächstgelegene Punkt, der mit der Eisenbahnlinie noch erreicht werden konnte.

## Öffentliche Dienste
- 2007 wurde ein neues Krankenhaus anstelle des alten eröffnet.
- Es gibt eine moderne zentrale Schule, eine römisch-katholische Grundschule und eine Vorschule
- Zwei Ärzte haben ihre Praxen in der Stadt.
- Im Riverview Hostel ist ein Altenpflegedienst verfügbar.
- Ambulanzstation mit zwei Vollzeitambulanzkräften. Ein Rettungshubschrauber ist in Tamworth stationiert.
- Gemeindeschwesternservice
- Polizeistation (3 Polizisten) und Gerichtsgebäude (donnerstags geöffnet)
- Katastrophenschutz
- Berufsfeuerwehr (Station NSW Nr. 481)
- Freiwillige Feuerwehr
- Heimpflegeservice
- Viehhof mit 14-tägigem Schafs- und Rindermarkt und großem Herbst-Kälbermarkt
- Telecottage

## Nationale Denkmäler

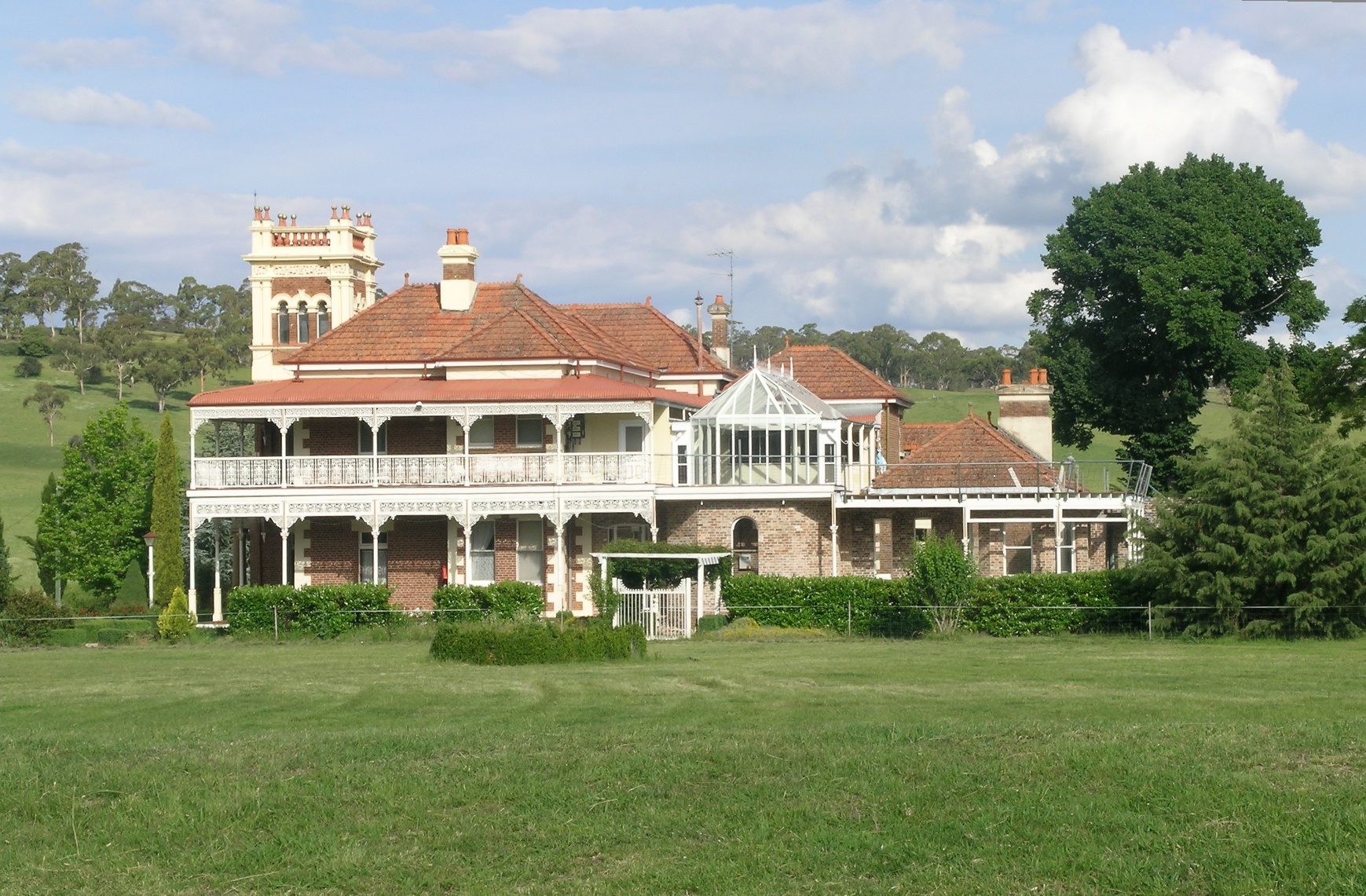
Langford Homestead am Thunderbolts Way in Walcha

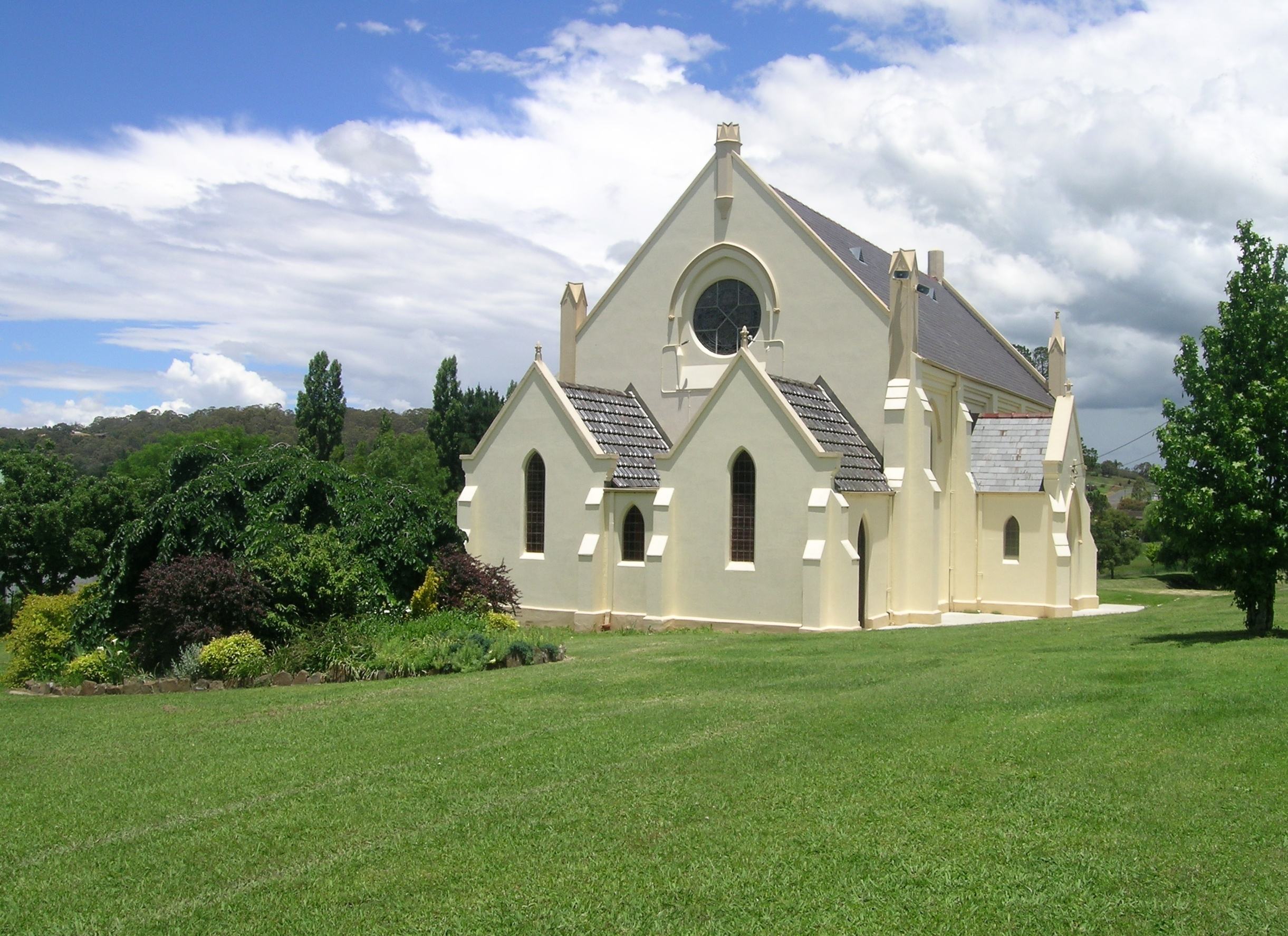
St. Paul’s Presbyterian Church in Walcha

Folgende Gebäude und Objekte von natürlicher, ureinwohnerlicher oder historischer Bedeutung in Walcha sind als Nationaldenkmal gelistet:
- Apsley Gorge National Park (in den Grenzen von 1977), Oxley Highway
- Betts Farm, Irish Town, Thunderbolts Way
- Central Eastern Rainforest Reserves, heute bekannt als Gondwana-Regenwälder Australiens (Hastings-Macleay Group)
- Europambela Homestead mit Nebengebäuden, Grundstücken und Friedhof, Moona Plains Road
- Langford Homestead, Garten und Friedhof, Nowendoc Road
- Ohio Homestead, Ohio Road
- Rowleys Creek Gulf Nature Reserve
- Frühere St. Andrews Anglican Church, South Street
- Früheres St. Andrews Rectory, mit Garten und Bäumen, Fitzroy Street
- St. Pauls Presbyterian Church und Fletcher Memorial Hall, Hill Street
- The Hole Creek Nature Reserve (in den Grenzen von 1977), Winterbourne Road
- Gerichtsgebäude von Walcha, Apsley Street

## Sehenswürdigkeiten
Zu den Naturattraktionen in der Gegend gehören die Apsley Falls ca. 20 km östlich von Walcha direkt am Oxley Highway. Der erste Wasserfall stürzt etwa 85 m hinunter und der zweite, etwa 800 m weiter flussabwärts, stürzt etwa 65 m zum Grund der Schlucht. Walcha ist das südliche Tor zum Oxley-Wild-Rivers-Nationalpark und zum Werrikimbe-Nationalpark. Sie bestehen vornehmlich aus wilden Schluchten. Insgesamt sind es 900 km², wovon ein Teil als Weltnaturerbe gelistet ist. Weitere Nationalparks in der Gegend sind der Mummel-Gulf-Nationalpark und der Cottan-Bimbang-Nationalpark.
Walcha besitzt eine Open Air Gallery, wo örtliche, nationale und internationale Künstler sich zusammengetan haben, um etwa 41 Skulpturen und Kunstwerke, sowie 30 gestaltete Verandas vor örtlichen Geschäften zu gestalten. Statistisch gibt es etwa je 85 Einwohner der Stadt ein Kunstwerk in der Open Air Gallery und zusätzlich eine große Sammlung von Werken in der örtlichen Kunstgalerie, was Walcha zu einer für seine Größe sehr kunstsinnigen Stadt macht.
Die Stadt hat vier Kirchen für die römisch-katholische, die anglikanische und die presbyterianische Konfession.
Darüber hinaus gibt es viele weitere Touristenattraktionen, wie sehenswerte Ausflüge mit Allradfahrzeugen, Wanderrouten, die Staatsforste, Fischen, Goldwaschen, das Amaroo Museum & Cultural Centre, das Pioneer Cottage Museum und örtliche Geschichtsarchive.

## Veranstaltungen
Der Walcha Jockey Club, die Walcha Bushmen's Campdraft and Rodeo Association, die Walcha Show Society und der Campdraft Club halten jährliche Veranstaltungen ab, die jeweils mehrere Tage dauern. Die Walcha Bushmen’s Campdraft and Rodeo Association sammelt große Mengen Spenden und gibt sie an örtliche Organisationen und für andere gute Zwecke weiter. Die New England Merino Field Days mit Ausstellungen örtlicher Gestüte, von Wolle und Schafen werden alle zwei Jahre, jeweils in geraden Jahren, abgehalten. Man führte auch eine zweijährliche Holzausstellung ein, ebenso wie ein zweijährliches Gartenfest im Frühjahr geradzahliger Jahre. Die Einnahmen aus diesem Veranstaltungen fließen mildtätigen Zwecken zu.